# Portugisisk (sprog)
 For alternative betydninger, se Portugisisk. (Se også artikler, som begynder med Portugisisk)
Portugisisk er et sprog, der tales i Portugal, Brasilien og i de øvrige forhenværende portugisiske kolonier i Afrika, navnlig Angola, Mozambique og Kap Verde. Historisk set var portugisisk også brugt i Asien og Indien, navnlig i Macao og Goa. I disse områder er sproget stadig anerkendt som et officielt sprog af historiske årsager, men tales ikke ofte i lokalbefolkningen. 
Sproget er en del af den romanske sprogfamilie, og er tættest beslægtet med galicisk, spansk og andre lokale sprog og dialekter i området. Portugisisk og galicisk var oprindeligt det samme sprog, galicisk-portugisisk, som blev talt omkring 1300-tallet.
Mere end 220 millioner mennesker har portugisisk som deres modersmål, og 234 millioner taler sproget som andet- eller tredjesprog. Desuden findes der adskillige kreol-sprog, som drager på portugisisk, heriblandt Kap Verde-kreol og efter sigende Papiamento i Sydamerika, omend det kan være vanskeligt at definere hvad der af spansk og portugisisk oprindelse.